# Münzkabinett

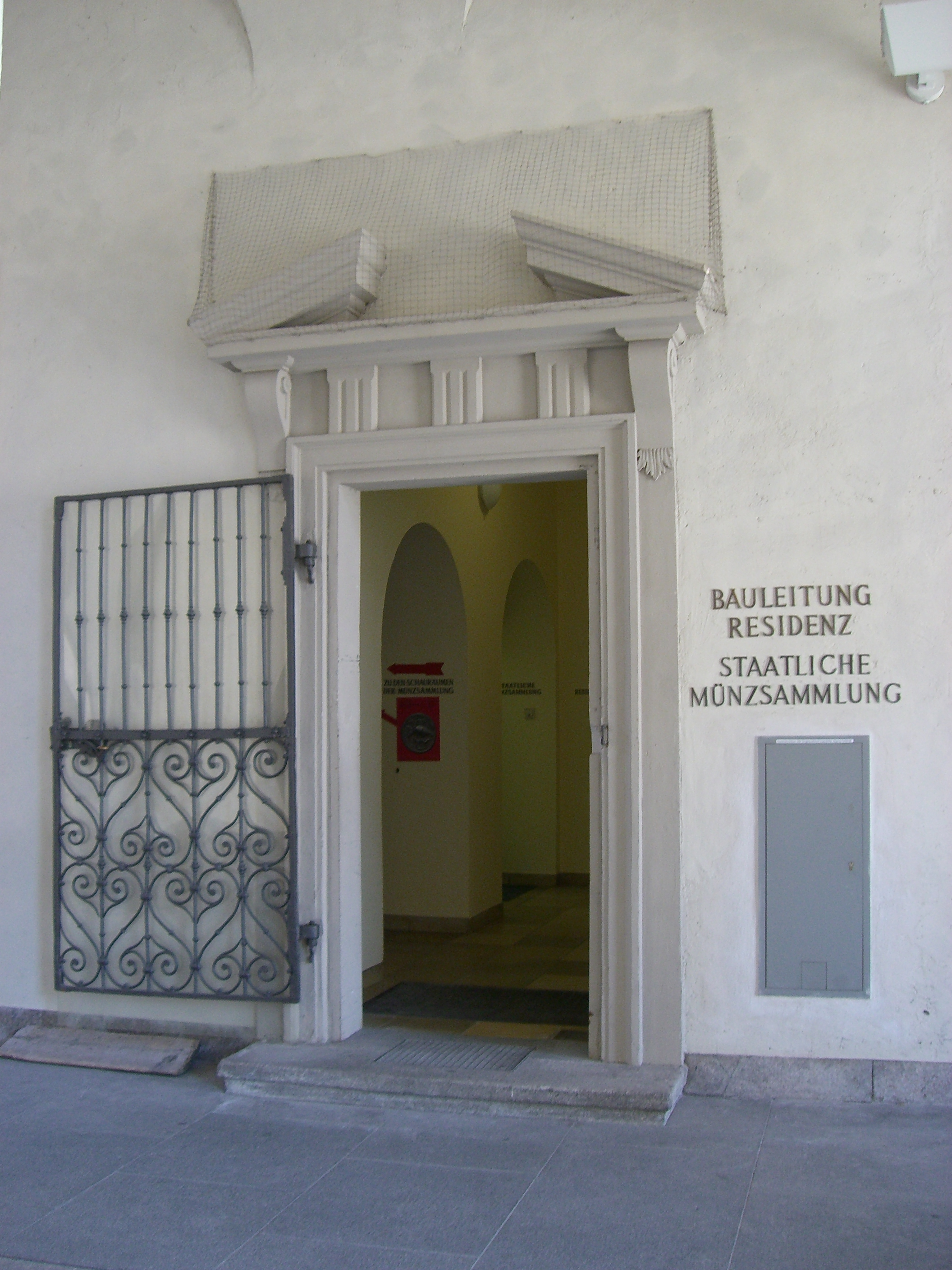
Der Museumseingang in der Residenz, Staatliche Münzsammlung München (2007)

Ein Münzkabinett ist eine Münzsammlung.

## Geschichte
Nach ersten Sammlungen historischer Münzen im 14. und 15. Jahrhundert entstanden parallel zu den Kuriositätenkabinetten im 16. Jahrhundert erste fürstliche Münzsammlungen. Im Laufe des 19. Jahrhunderts gingen viele von diesen über in öffentliche Sammlungen. Teilweise übernahmen diese geschlossene Sammlungen antiker und mittelalterlicher Münzen. Zu den Kabinetten dynastischen Ursprungs kamen im 19. Jahrhundert auch bürgerschaftliche, meist regional orientierte.

## Wichtige Standorte
Die bedeutendsten Münzkabinette im deutschsprachigen Gebiet sind heute die Münzkabinette in Berlin (Münzkabinett Berlin), Dresden (Münzkabinett), Frankfurt a. M. (Geldmuseum der Deutschen Bundesbank), München (Staatliche Münzsammlung München), Wien (Münzkabinett des Kunsthistorischen Museums Wien) und Winterthur (Münzkabinett und Antikensammlung der Stadt Winterthur).
Im weiteren Europa befinden sich die größten Kabinette in London (British Museum), Paris (Bibliothèque Nationale), Sankt Petersburg (Ermitage) und Stockholm. Ihre Sammlungen sind prinzipiell universellen Zuschnitts, wenn auch die Schwerpunkte unterschiedlich sind. Die nach Objektzahl größte Sammlung  weltweit befindet sich im Staatlichen Historischen Museum in Moskau.
Hauptamtlich besetzte Münzkabinette bestehen ferner in Deutschland in Bonn, Frankfurt/Main (Historisches Museum und Goethe-Universität Frankfurt am Main), Gotha, Halle (Landesmünzkabinett Sachsen-Anhalt), Hamburg, Hannover (Niedersächsisches Münzkabinett), Jena (Universität), Karlsruhe, Köln (Institut für Altertumskunde der Universität zu Köln), München (Staatliche Münzsammlung), Münster (LWL-Museum für Kunst und Kultur), Nürnberg, Schwerin, Stuttgart und Tübingen (Universität). Zu ihren Aufgaben gehört nicht nur die Forschung, sondern sie sind teilweise auch mit der Bodendenkmalpflege vernetzt, für die sie die Erfassung und Bearbeitung der Münzfunde betreiben. 

## Trivia
In der Studentensprache des 19. Jahrhunderts wurde der Ausdruck „Münzkabinett“ synonym für Geldbeutel gebraucht.